# Arbanitis longipes
Espèce
Synonymes
- Pholeuon longipes L. Koch, 1873
- Arbanitis pulchellus Rainbow & Pulleine, 1918
- Aname pulchra Rainbow & Pulleine, 1918

Arbanitis longipes est une espèce d'araignées mygalomorphes de la famille des Idiopidae.

## Distribution
Cette espèce est endémique d'Australie. Elle se rencontre dans le Nord-Est de la Nouvelle-Galles du Sud et dans le Sud-Est du Queensland.

## Description
La carapace du mâle décrit par Raven et Wishart en 2006 mesure 6,06 mm de long sur 4,18 mm et l'abdomen 6,68 mm de long sur 3,43 mm et la carapace de la femelle mesure 7,63 mm de long sur 5,56 mm et l'abdomen 8,88 mm de long sur 5,75 mm.

## Publication originale
- L. Koch, 1873 : Die Arachniden Australiens. Nürnberg, vol. 1, p. 369-472 (texte intégral).